# Charles Hartmann
Pour les articles homonymes, voir Hartmann.
Charles Hartmann est un syndicaliste et un homme politique français né le 26 novembre 1891 à Carspach et mort à Thann (Haut-Rhin) le 11 janvier 1956. 

## Biographie
Ouvrier, il s'investit tout d'abord dans le syndicalisme au sein de la Fédération des syndicats indépendants, organisation régionale de tendance chrétienne-sociale. Entre 1919 et 1935, il est secrétaire général de l'Union départementale des syndicats chrétiens. Également militant de l'Union populaire républicaine, le grand parti démocrate-chrétien qui domine la vie politique alsacienne dans l'entre-deux-guerres, il est élu conseiller général de Saint-Amarin en 1935, et, l'année suivante, député, membre du groupe des Indépendants d'action populaire.
Ses interventions à la Chambre des députés portent essentiellement sur des questions sociales. Le 10 juillet 1940,  Charles Hartmann vote en faveur de la remise des pleins pouvoirs au Maréchal Pétain. Il se retire ensuite de la vie parlementaire mais continue son action syndicale. En 1946, il est de ceux qui organisent la transformation de la FSI en Union régionale alsacienne de la Confédération française des travailleurs chrétiens (CFTC), aux côtés notamment d'un autre ancien député de l'UPR, Henri Meck. 

## Sources
- « Charles Hartmann », dans le Dictionnaire des parlementaires français (1889-1940), sous la direction de Jean Jolly, PUF, 1960 [détail de l’édition]